# ماري جو سالتر
ماري جو سالتر (بالإنجليزية: Mary Jo Salter)‏ هي كاتِبة وشاعرة أمريكية، ولدت في 15 أغسطس 1954 في غراند رابيدز في الولايات المتحدة.